# Al-Kanatir al-Chajrijja
Al-Kanatir al-Chajrijja (arab. القناطر الخيرية) – miasto w Egipcie, w muhafazie Al-Kaljubijja. W 2006 roku liczyło 66 350 mieszkańców.